# Botswana na Letnich Igrzyskach Olimpijskich 2012
Botswanę na Letnich Igrzyskach Olimpijskich 2012, które odbyły się w Londynie, reprezentowało 4 zawodników.
Był to dziewiąty start reprezentacji Botswany na letnich igrzyskach olimpijskich.

## Zdobyte medale
| Medal  | Zawodnik   | Dyscyplina    | Konkurencja | Rezultat | Data       |
| ------ | ---------- | ------------- | ----------- | -------- | ---------- |
| Srebro | Nijel Amos | Lekkoatletyka | 800 m       | 1:41,73  | 9 sierpnia |

## Reprezentanci

### Boks
Mężczyźni
| Zawodnik    | Konkurencja | 1/16                    | 1/8              | Ćwierćfinały     | Półfinały        | Finał            | Finał   |
| Zawodnik    | Konkurencja | Przeciwnik Wynik        | Przeciwnik Wynik | Przeciwnik Wynik | Przeciwnik Wynik | Przeciwnik Wynik | Pozycja |
| ----------- | ----------- | ----------------------- | ---------------- | ---------------- | ---------------- | ---------------- | ------- |
| Oteng Oteng | waga musza  | Jeyvier Cintrón P 12-14 | NQ               | NQ               | NQ               | NQ               | NQ      |

### Lekkoatletyka
Mężczyźni
| Zawodnik      | Konkurencja | Eliminacje | Eliminacje | Ćwierćfinał | Ćwierćfinał | Półfinał | Półfinał | Finał   | Finał   |
| Zawodnik      | Konkurencja | Wynik      | Miejsce    | Wynik       | Miejsce     | Wynik    | Miejsce  | Wynik   | Miejsce |
| ------------- | ----------- | ---------- | ---------- | ----------- | ----------- | -------- | -------- | ------- | ------- |
| Isaac Makwala | 400 m       | 45,67      | 4.         | —           | —           | NQ       | NQ       | NQ      | NQ      |
| Nijel Amos    | 800 m       | 1:45,90    | 3.         | —           | —           | 1:44,54  | 4.       | 1:41,73 | srebro  |

Kobiety
| Zawodniczka     | Konkurencja | Eliminacje | Eliminacje | Ćwierćfinał | Ćwierćfinał | Półfinał | Półfinał | Finał | Finał   |
| Zawodniczka     | Konkurencja | Wynik      | Miejsce    | Wynik       | Miejsce     | Wynik    | Miejsce  | Wynik | Miejsce |
| --------------- | ----------- | ---------- | ---------- | ----------- | ----------- | -------- | -------- | ----- | ------- |
| Amantle Montsho | 400 m       | 50,40      | 1.         | —           | —           | 50,15    | 5.       | 49,75 | 4.      |